# Václav Frynta
Václav Frynta (* 20. března 1936) je bývalý český a československý politik Československé strany lidové a poslanec Sněmovny národů Federálního shromáždění za normalizace. Po roce 1989 komunální politik KDU-ČSL.

## Biografie
K roku 1971 se profesně uvádí jako čalouník. Ve volbách roku 1971 zasedl do české části Sněmovny národů (volební obvod č. 44 - Rychnov nad Kněžnou, Východočeský kraj). Ve FS setrval do konce funkčního období, tedy do voleb roku 1976.
Podle údajů k roku 2012 žije v obci Týniště nad Orlicí. Politicky se angažoval i po sametové revoluci. V komunálních volbách roku 1998 a komunálních volbách roku 2006 byl zvolen do zastupitelstva Týniště nad Orlicí za KDU-ČSL.